# Kołobrzeg
Kołobrzeg (/kɔˈwɔbʒεk/ (fil), tyska Kolberg (fil)) är en hamnstad vid Polens Östersjökust. Staden är en stadskommun och huvudort i distriktet Powiat kołobrzeski i Västpommerns vojvodskap, med cirka 46 400 invånare (2016). Kołobrzeg är en populär kur- och semesterort.

## Historia
Vid Kołobrzeg fanns en av slavernas äldsta bosättningar i Pommern. På grund av närbelägna saltfyndigheter ökade bosättningen i betydelse under 800-talet. Kołobrzeg blev biskopssäte omkring år 1000, då staden tillhörde Polen. På 1100-talet ersattes den slaviska staden av en tysk bosättning, som 1255 erhöll stadsrättigheter.
Kolberg tillföll 1276 stiftet Kammin och var från 1284 medlem av Hansan. I början av trettioåriga kriget var Kolberg besatt av de kejserliga styrkorna men blev tvungen att kapitulera efter en långvarig belägring, med sin besättning på 1 500 man och 68 artilleripjäser, för svenskarna den 28 februari 1631. I sin tur behöll svenskarna staden fram till 1657, då den överlämnades till kurfurstendömet Brandenburg. År 1701 blev staden tillsammans med Brandenburg del av kungariket Preussen, efter 1871 Tyska kejsardömet. Under preussiskt styre tillhörde Kolberg regeringsområdet Köslin i provinsen Pommern.
Staden skadades svårt under andra världskriget och tillföll Polen 1945 i enlighet med Potsdamöverenskommelsen, varefter den tyska befolkningen fördrevs.
Återuppbyggnaden av dess centrala delar runt katedralen påbörjades inte förrän på 1980-talet. Området har uppmärksammats för sin arkitektur. Vid återuppbyggnaden strävade man efter att skapa en stämning av en gammal stad, utan att för den sakens skull hysa några ambitioner att rekonstruera de hus som tidigare fanns på platsen.

## Kultur och sevärdheter
Bland stadens äldre byggnader märks särskilt den i tegelgotik uppförda Mariadomen från omkring 1300. Kyrkan brandskadades svårt i slutet av andra världskriget och restaurerades under 1970-talet. Många av inventarierna förvarades inmurade eller gömda i landsortskyrkor och har därför bevarats. Idag är kyrkan som tidigare biskopssäte konkatedral i Koszalin-Kołobrzegs katolska stift.
Fyrtornet i Kołobrzegs hamn är uppfört ovanpå en äldre fästning och är tillsammans med Mariakyrkan ett av stadens mest kända landmärken.
Stadsmuseet är inrymt i Braunschweighuset, ett köpmannapalats från 1600-talet.

## Kommunikationer
Kołobrzeg är en järnvägsknut med linjer till Koszalin, Białogard och Goleniów. Staden har en passagerarfärjeförbindelse sommartid med Nexø på Bornholm.

## Galleri

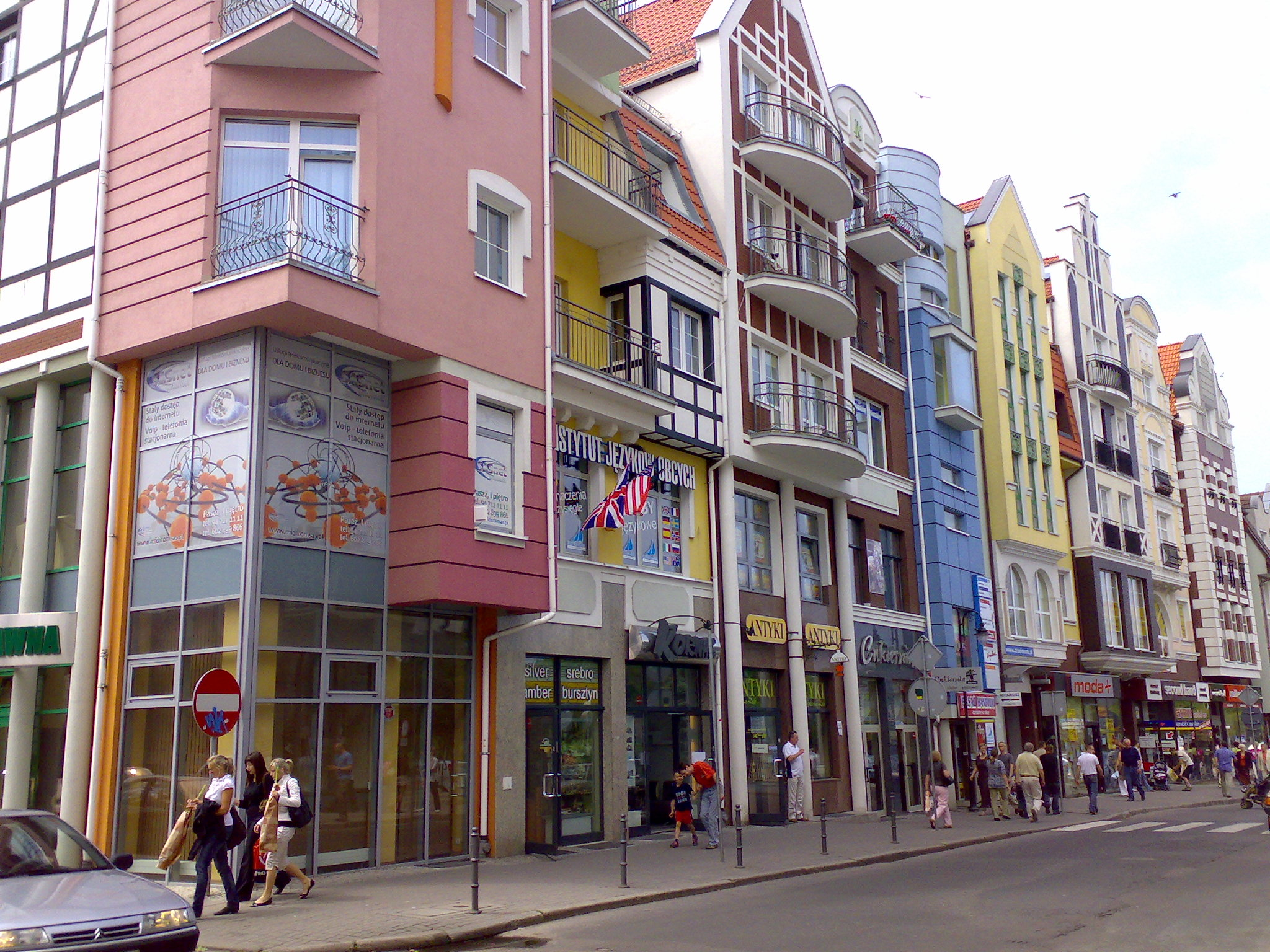
Kvarter i Kołobrzegs centrum.
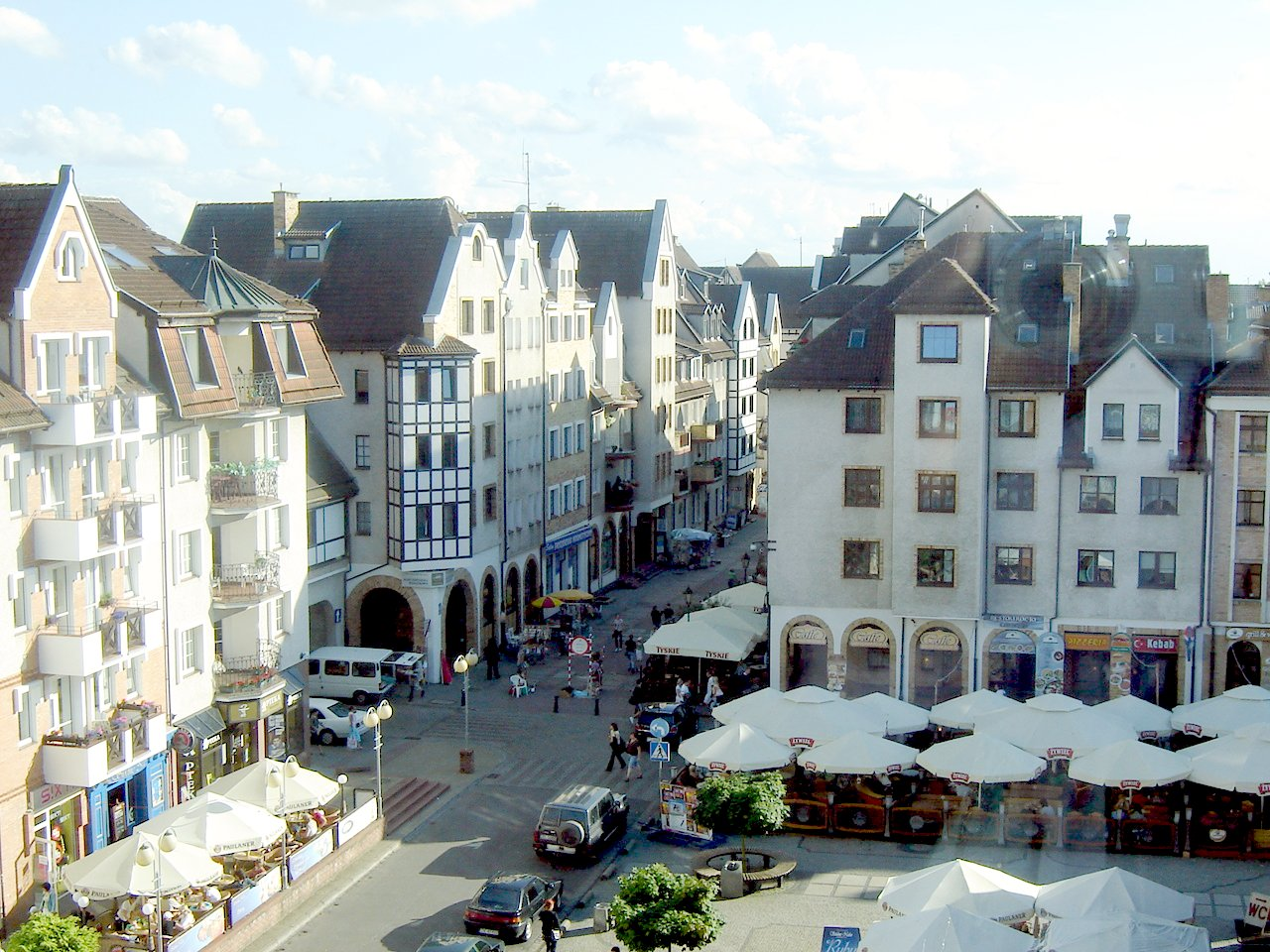
Rådhustorget.
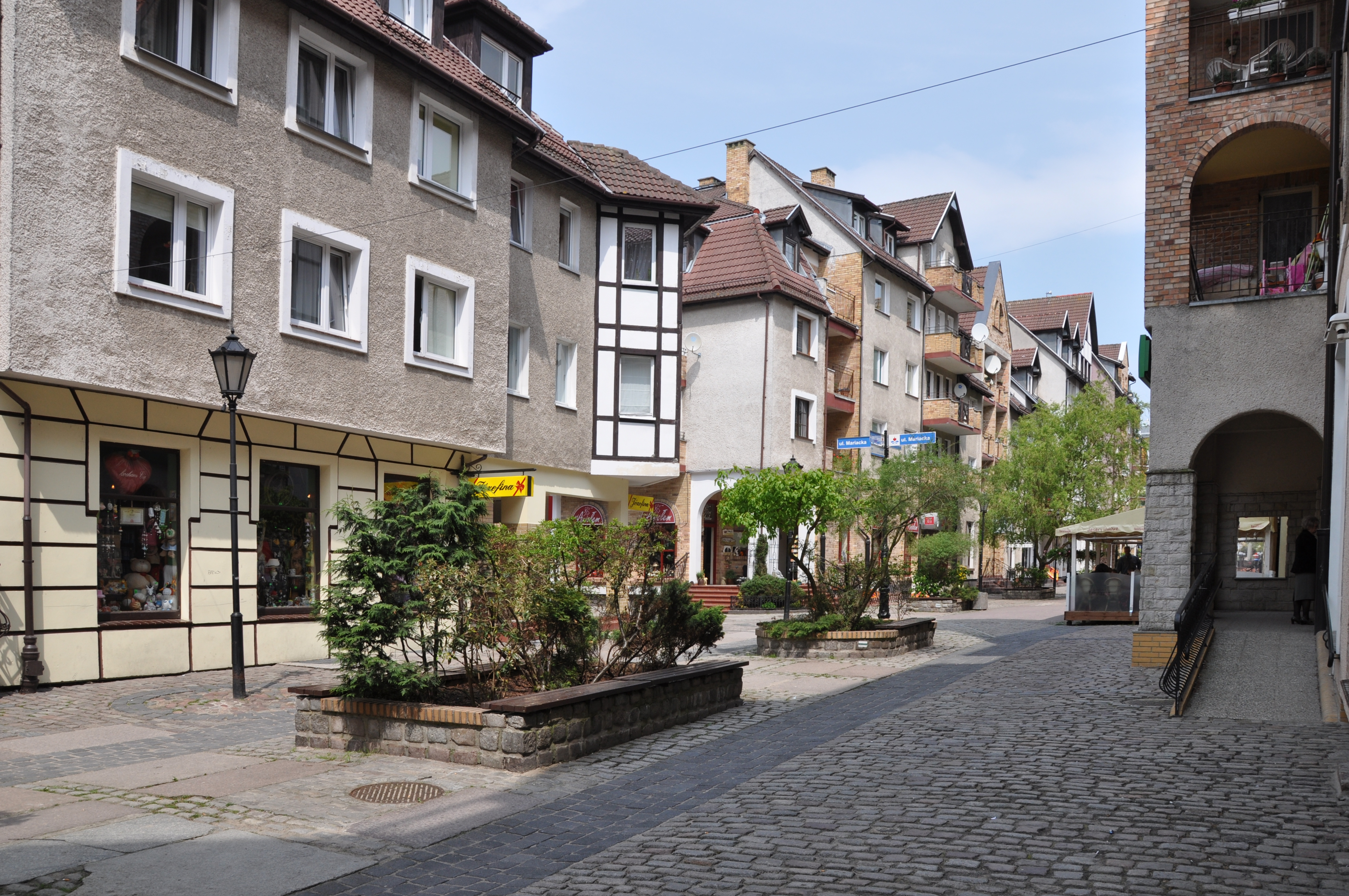
Återuppbyggd gata i centrum.
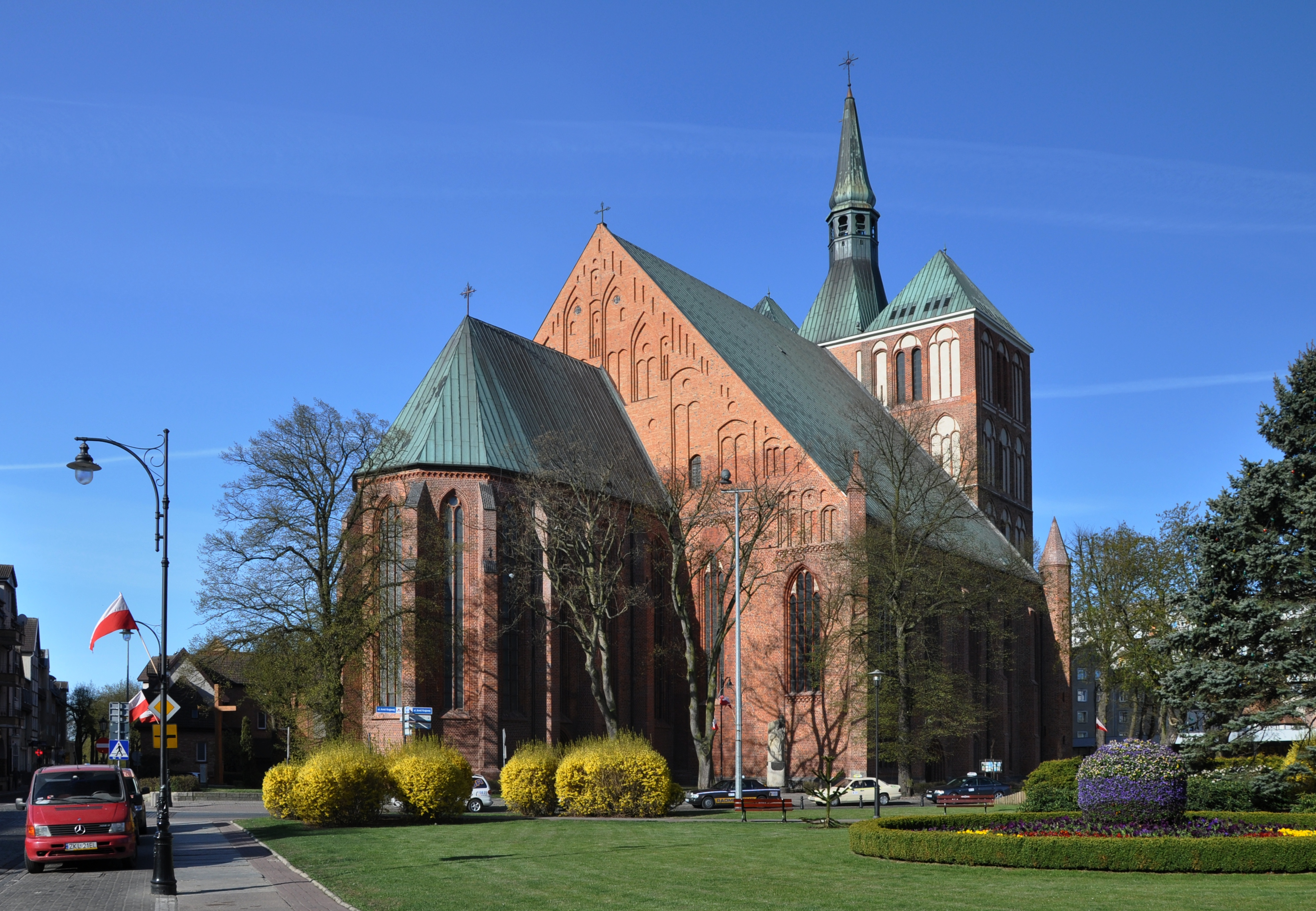
Katedralen.
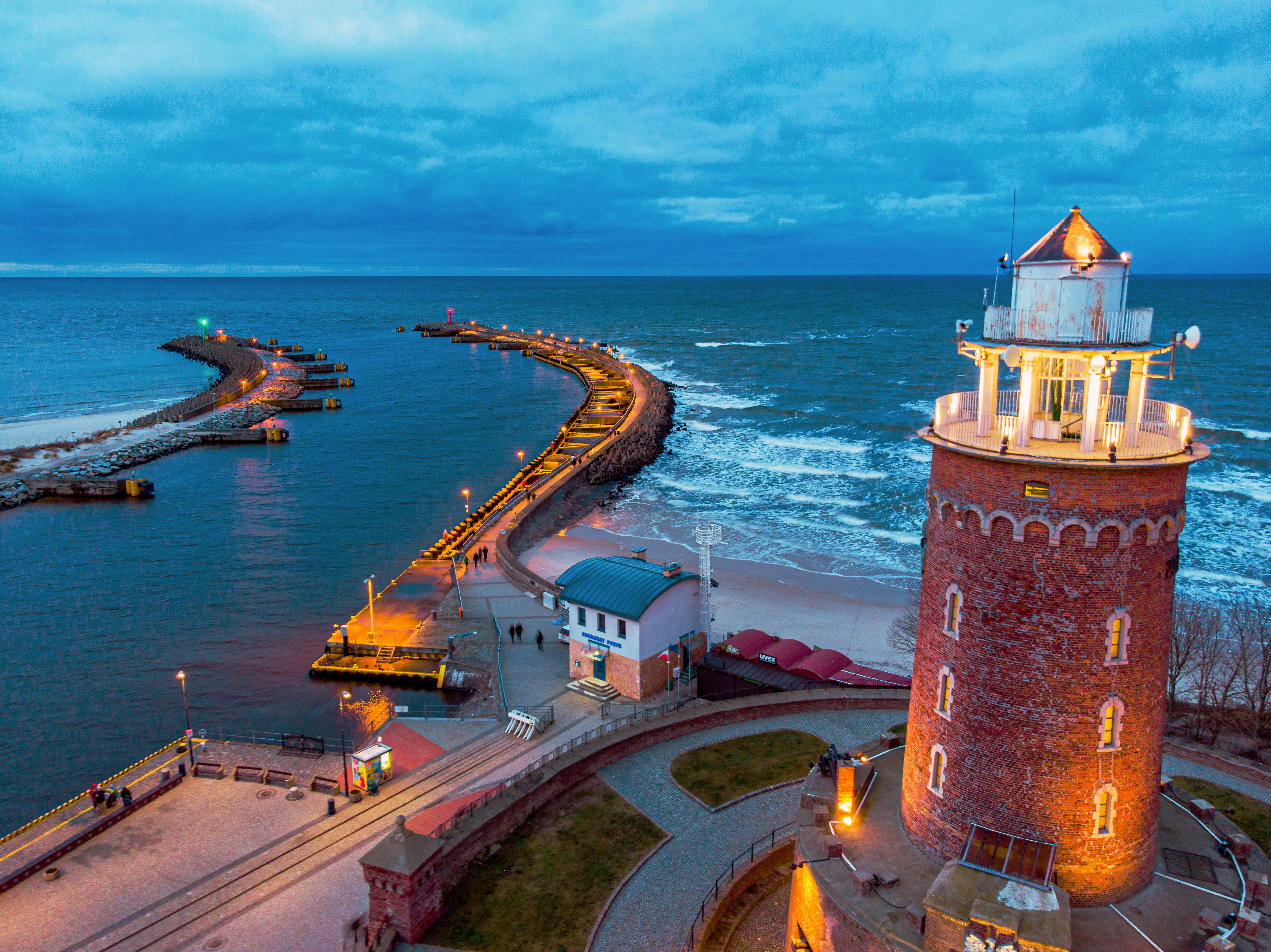
Fyrtornet.